# Hugo Campagnaro
Hugo Campagnaro (ur. 27 czerwca 1980 w Córdobie) – argentyński piłkarz występujący na pozycji środkowego obrońcy. Zawodnik Pescary. Posiada również włoskie obywatelstwo.

## Kariera klubowa
Hugo Campagnaro zawodową karierę rozpoczął w 1998 w klubie Coronel Baigorria pod okiem trenera Jorgego Titarellego, by w 1996 r. przenięść się do grającego w argentyńskiej drugiej lidze Morónie Buenos Aires. W pierwszym sezonie wystąpił tylko w dwóch ligowych spotkaniach, jednak w kolejnych rozgrywkach był już podstawowym zawodnikiem swojego zespołu. Łącznie dla Morónu Buenos Aires Campagnaro zaliczył 103 ligowe występy.

### Piacenza
Latem 2002 odszedł do włoskiej Piacenzy. W Serie A zadebiutował 22 września w wygranym 2:0 spotkaniu z Udinese Calcio, jednak przez większą część rozgrywek pełnił rolę rezerwowego. Premierowe trafienie w nowych barwach przypadło na spotkanie z Perugią rozegrane 27 kwietnia 2003 r. Razem z Piacenzą Argentyńczyk spadł do drugiej ligi, gdzie zaczął grywać już regularnie. Przez trzy lata jego drużyna kończyła rozgrywki w środku tabeli (8;9;11), by w czwartym sezonie walczyć w play-offach o awans do Serie A, którego jednak nie osiągnęła. Nie chcąc dalej grać na poziomie drugoligowum Campagnaro zdecydował się opścić Piacenzę. Łącznie rozegrał dla niej 122 spotkania i zanotował dziesięć goli.

### Sampdoria
Po zakończeniu sezonu 2006/2007 Campagnaro podpisał kontrakt z pierwszoligową Sampdorią. Debiut dla nowej drużyny miał miejsce w potyczce z Hajdukiem rozegranej 16 sierpnia 2007 w eliminacjach do Pucharu UEFA. Strzelił wówczas swego pierwszego gola dla Sampy, który okazał się jedynym w tym meczu. Razem z ekipą popularnych "Blucerchiatich" zajął szóste miejsce w tabeli Serie A i wywalczył awans do Pucharu UEFA. Sam argentyński zawodnik wystąpił wówczas w 22 meczach i nie strzelił ani jednego gola. Sezon 2008/2009 Campagnaro również rozpoczął jak rezerwowy gracz swojej drużyny, a o miejsce w podstawowym składzie rywalizował z Pietro Accardim, Stefano Lucchinim, Daniele Gastaldello, Mirko Pierim oraz Mariusem Stankevičiusem. Łącznie dla Sampdorii zagrał w 38 meczach ligowych w których zdobył jednego gola.

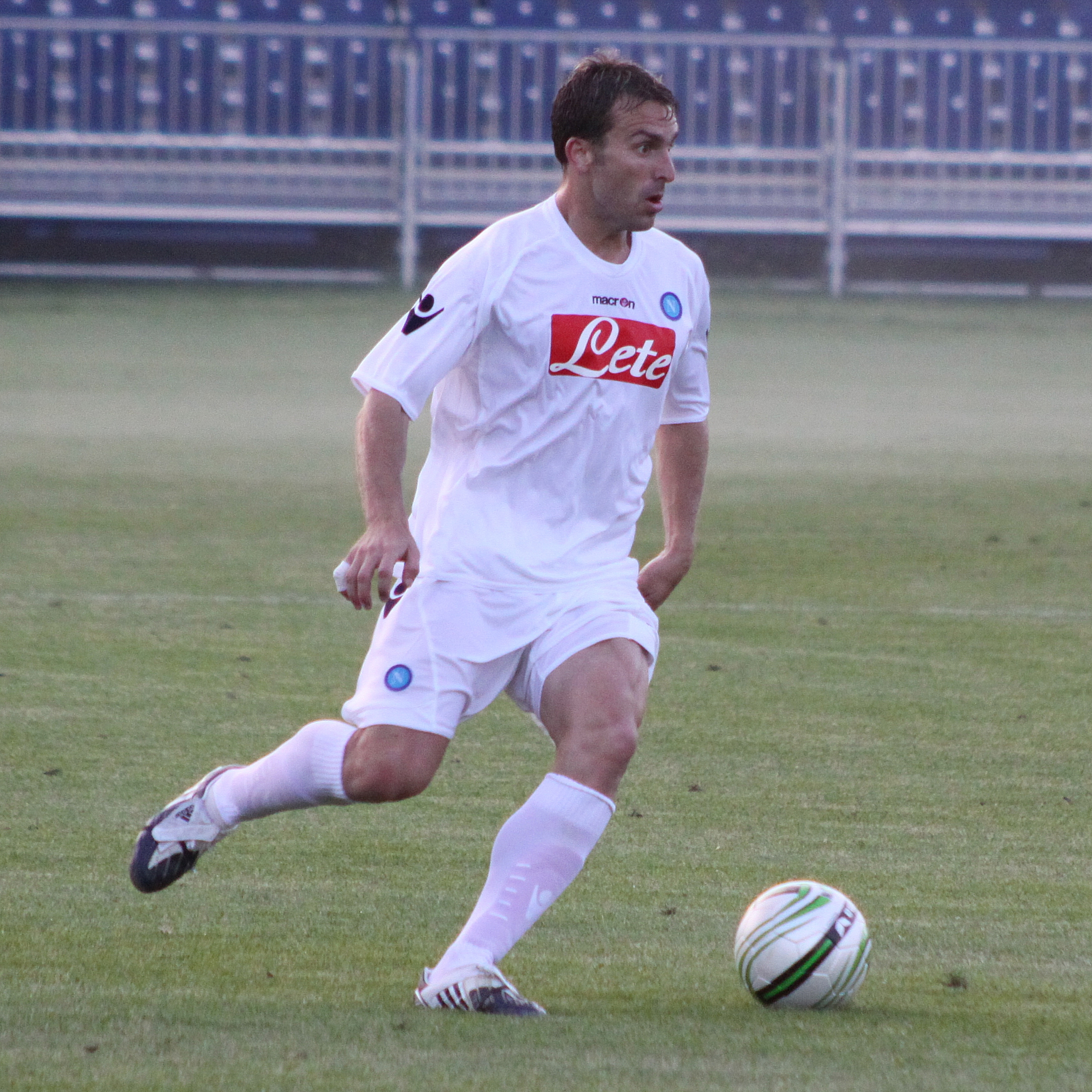
Campagnaro w barwach SSC Napoli

### Napoli
9 lipca 2009 Campagnaro trafił do SSC Napoli, z którym podpisał czteroletnią umowę. Partenopei zapłacili za ten transfer 7 mln euro oraz oddali Blucerchiatim połowę praw Danielego Manniniego, który przeniósł się do klubu z Genui. Od początku pobytu w nowym klubie Argentyńczyk stał się jego podstawowym graczem. Pod wodzą Mazzarriego, argentyński obrońca występował na pozycji środkowego obrońcy i w każdym sezonie rozgrywał około 30 meczów. Debiut Campagnaro przypadł na starcie z Pucharu Włoch z Salernitaną. 16 sierpnia 21 marca 2009. 21 marca 2010 strzelił pierwszą bramkę dla Neapolitańczyków w zremisowanym 1:1 ligowym spotkaniu z Milanem. 9 lutego 2013 ładnym strzałem z powietrza pokonał bramkarza S.S. Lazio wyrównując stan meczu w końcówce na 1:1. Negocjacje w sprawie przedłużenia wygasającej w czerwcu 2013 umowy z Neaplitańczykami zakończyły się fiaskiem z powodu rozbieżności dotyczących czasu trwania nowego kontraktu, który klub chciał widzieć jednoroczny, a zawodnik dłuższy. Ogółem dla Napoli w Serie A zagrał w 118 meczach i strzelił 4 bramki.

### Inter
6 lipca 2013 r. Inter Mediolan poinformował, że Campagnaro stał się jego nowym piłkarzem po wygaśnięciu umowy wiążącej zawodnika z Napoli. Jako zawodnik Nerazzurrich otrzymał koszulkę z numerem 14, którą wcześniej przywdziewał Freddy Guarin oraz dwuletni kontrakt. Pierwszy oficjalny mecz Campagnaro dla Interu rozegrał 18 sierpnia 2013 z AS Cittadella w Pucharze Włoch.

## Kariera reprezentacyjna

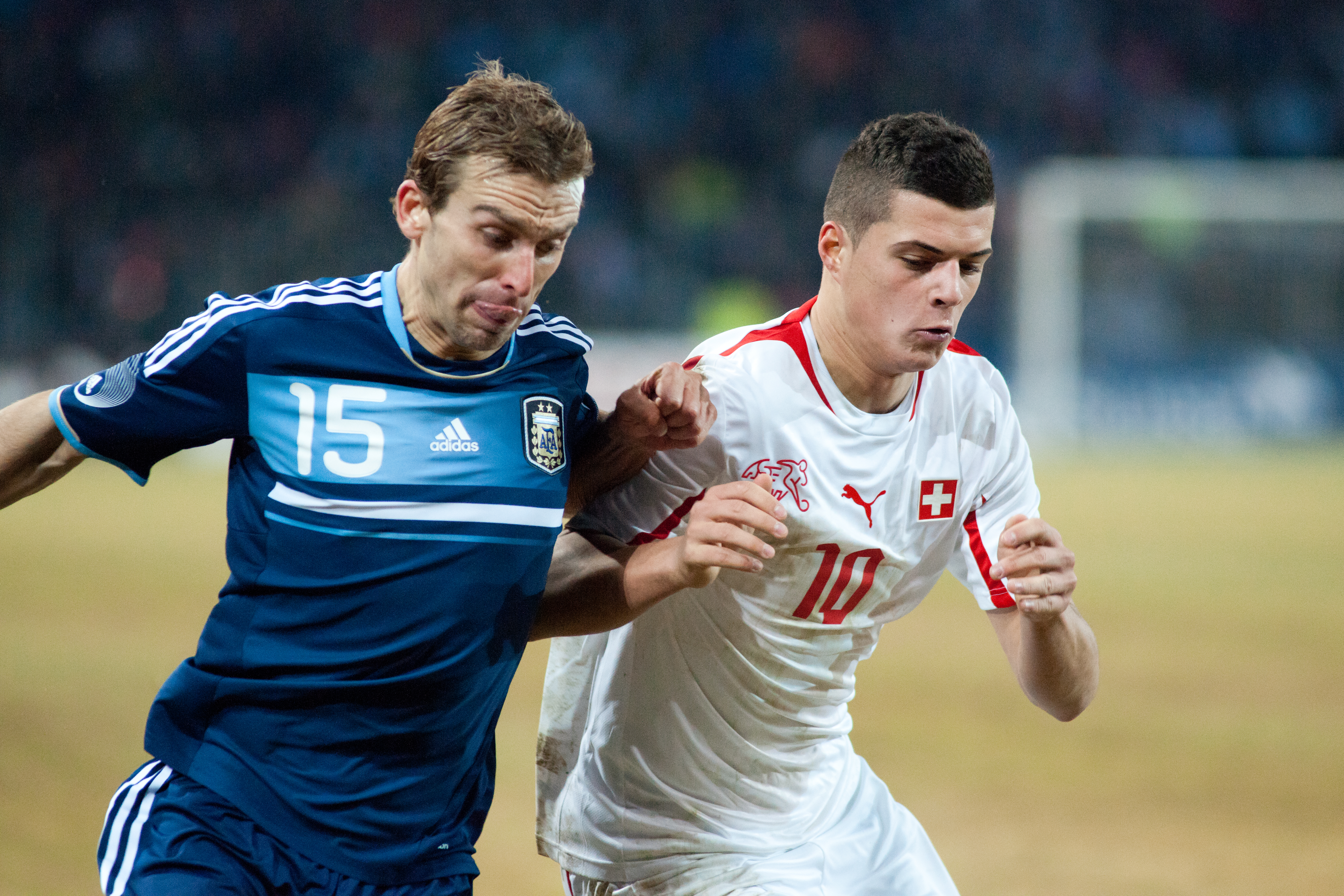
Campagnaro w walce z Granitem Xhaką w trakcie spotkania Argentyna – Szwajcaria (29 lutego 2012)

Campagnaro zadebiutował w reprezentacji Argentyny 29 lutego 2012 r. w meczu ze Szwajcarią. Jak dotychczas rozegrał w niej 10 spotkań. Z powodu włoskiego pochodzenia i posiadania włoskiego obywatelstwa rozważano także jego przydatność do kadry Azzurrich.

## Życie prywatne
9 czerwca 2011 r. o godzinie 6:15 czasu lokalnego pomiędzy Coronel Baigorria i Espinillo w prowincji Cordoba spowodował poważny wypadek drogowy. Zginął wówczas pasażer SUV-a kierowanego przez Campagnaro oraz dwóch innych w pozostałych uczestniczących w zdarzeniu autach. Campagnaro życie uratowały zapięte pasy i poduszka bezpieczeństwa. Obrońca został niegroźnie ranny i szybko opuścił szpital w Rio Cuarto.

## Sukcesy
- Puchar Włoch: 2012

### Reprezentacja
- Mistrzostwa Świata 2014:  Srebrny

## Statystyki

### Klubowe
| Klub               | Sezon     | Liga  | Liga | Liga   | Puchar | Puchar | Puchar | Europa | Europa | Europa | Razem | Razem | Razem  |
| Klub               | Sezon     | Mecze | Gole | Asysty | Mecze  | Gole   | Asysty | Mecze  | Gole   | Asysty | Mecze | Gole  | Asysty |
| ------------------ | --------- | ----- | ---- | ------ | ------ | ------ | ------ | ------ | ------ | ------ | ----- | ----- | ------ |
| Morón Buenos Aires | 1998/1999 | 2     | 0    | 0      | 0      | 0      | 0      | 0      | 0      | 0      | 2     | 0     | 0      |
| Morón Buenos Aires | 1999/2000 | 28    | 0    | 0      | 0      | 0      | 0      | 0      | 0      | 0      | 28    | 0     | 0      |
| Morón Buenos Aires | 2000/2001 | 31    | 1    | 0      | 0      | 0      | 0      | 0      | 0      | 0      | 31    | 1     | 0      |
| Morón Buenos Aires | 2001/2002 | 42    | 5    | 0      | 0      | 0      | 0      | 0      | 0      | 0      | 42    | 5     | 0      |
| Morón Buenos Aires | Razem     | 103   | 6    | 0      | 0      | 0      | 0      | 0      | 0      | 0      | 103   | 6     | 0      |
| Piacenza Calcio    | 2002/2003 | 12    | 2    | 0      | 4      | 0      | 0      | 0      | 0      | 0      | 16    | 1     | 0      |
| Piacenza Calcio    | 2003/2004 | 22    | 2    | 0      | 1      | 0      | 0      | 0      | 0      | 0      | 23    | 2     | 0      |
| Piacenza Calcio    | 2004/2005 | 34    | 3    | 0      | 3      | 1      | 0      | 0      | 0      | 0      | 37    | 4     | 0      |
| Piacenza Calcio    | 2005/2006 | 31    | 2    | 0      | 3      | 0      | 0      | 0      | 0      | 0      | 34    | 2     | 0      |
| Piacenza Calcio    | 2006/2007 | 28    | 1    | 0      | 0      | 0      | 0      | 0      | 0      | 0      | 28    | 1     | 0      |
| Piacenza Calcio    | Razem     | 127   | 10   | 0      | 11     | 1      | 0      | 0      | 0      | 0      | 138   | 11    | 0      |
| UC Sampdoria       | 2007/2008 | 22    | 0    | 1      | 3      | 0      | 0      | 4      | 1      | 0      | 29    | 1     | 1      |
| UC Sampdoria       | 2008/2009 | 16    | 1    | 0      | 3      | 0      | 0      | 4      | 0      | 0      | 23    | 1     | 0      |
| UC Sampdoria       | Razem     | 38    | 1    | 0      | 6      | 0      | 0      | 10     | 1      | 0      | 54    | 2     | 1      |
| SSC Napoli         | 2009/2010 | 28    | 1    | 3      | 2      | 0      | 0      | 4      | 0      | 0      | 30    | 1     | 3      |
| SSC Napoli         | 2010/2011 | 31    | 0    | 0      | 1      | 0      | 0      | 7      | 0      | 0      | 39    | 0     | 0      |
| SSC Napoli         | 2011/2012 | 31    | 2    | 0      | 4      | 0      | 0      | 8      | 0      | 0      | 43    | 2     | 2      |
| SSC Napoli         | 2012/2013 | 28    | 1    | 1      | 2      | 0      | 0      | 1      | 0      | 0      | 31    | 1     | 0      |
| SSC Napoli         | Razem     | 118   | 4    | 4      | 9      | 0      | 0      | 16     | 0      | 0      | 134   | 4     | 5      |
| Inter Mediolan     | 2013/2014 | 2     | 0    | 0      | 1      | 0      | 0      | 0      | 0      | 0      | 3     | 0     | 0      |
| Łącznie            | Łącznie   | 388   | 21   | 4      | 27     | 1      | 0      | 26     | 1      | 0      | 441   | 23    | 6      |

### Reprezentacyjne
| Lp | Data                 | Miejsce                                    | Rywal      | Wynik | Rozgrywki             | Gol | Minuty |
| -- | -------------------- | ------------------------------------------ | ---------- | ----- | --------------------- | --- | ------ |
| 1  | 29 lutego 2012       | Stade de Suisse Wankdorf, Berno            | Szwajcaria | 3:1   | mecz towarzyski       | –   | 90     |
| 2  | 9 czerwca 2012       | MetLife Stadium, East Rutherford           | Brazylia   | 4:3   | mecz towarzyski       | –   | 3      |
| 3  | 15 sierpnia 2012     | Commerzbank-Arena, Frankfurt nad Menem     | Niemcy     | 3:1   | mecz towarzyski       | –   | 65     |
| 4  | 7 września 2012      | Estadio Olímpico Chateau Carreras, Cordoba | Paragwaj   | 3:1   | eliminacje do MŚ 2014 | –   | 90     |
| 5  | 11 września 2012     | Stadion Narodowy, Lima                     | Peru       | 1:1   | eliminacje do MŚ 2014 | –   | 90     |
| 6  | 12 października 2012 | Estadio Malvinas Argentinas, Mendoza       | Urugwaj    | 3:0   | eliminacje do MŚ 2014 | –   | 25     |
| 7  | 16 października 2012 | Estadio Nacional de Chile, Santiago        | Chile      | 2:1   | eliminacje do MŚ 2014 | –   | 90     |
| 8  | 6 lutego 2013        | Friends Arena, Sztokholm                   | Szwecja    | 3:2   | mecz towarzyski       | –   | 90     |
| 9  | 26 marca 2013        | Estadio Hernando Siles, La Paz             | Boliwia    | 1:1   | eliminacje do MŚ 2014 | –   | 90     |
| 10 | 14 czerwca 2013      | Estadio Mateo Flores, Gwatemala            | Gwatemala  | 4:0   | mecz towarzyski       | –   | 90     |
| 11 | 14 sierpnia 2013     | Stadio Olimpico, Rzym                      | Włochy     | 2:1   | mecz towarzyski       | –   | 90     |
| 12 | 10 września 2013     | Estadio Defensores del Chaco, Asunción     | Paragwaj   | 5:2   | eliminacje do MŚ 2014 | –   | 90     |
| 13 | 16 października 2013 | Estadio Centenario, Urugwaj                | Urugwaj    | 2:3   | eliminacje do MŚ 2014 | –   | 90     |